# Hipónoo (rey de Óleno)
En la mitología griega Hipónoo o Hípono (en griego Ἱππόνοος, Hipponoos) fue un rey epeo de Óleno. Se le acreditan al menos dos hijos, Capaneo y Peribea. Tan solo un autor nos dice que su esposa era Astínome, hija de Tálao. En cuanto a su ascendencia, unos dicen que Hipónoo era hijo de Yocles, que descendía del Peneo, o bien era hijo de Anaxágoras y descendiente de Preto. Hesíodo afirma que a Peribea, seducida por Hipóstrato, hijo de Amarinceo, su padre Hipónoo la envió fuera de Óleno (Acaya) como un presente para Eneo, que vivía lejos en Etolia, con el encargo de que la matara. No obstante la Tebaida nos narra el contexto y nos dice que cierto día estalló la guerra entre los etolios de Eneo y los epeos de Hipónoo; acaso por la proximidad de las ciudades de Calidón y Óleno. Se sobreentiende que perdió Hipónoo, y como tributo le entregó a Peribea. Estéfano nos aclara que Óleno era la ciudad de Etolia, y que Hipónoo habitaba en la roca olenia de un río, el Peiro. No obstante Estrabón identifica a ese río como el Téuteas, un tributario del Aqueloo, y que discurre por Acarnania.